# フアン・カルロス・ナバーロ

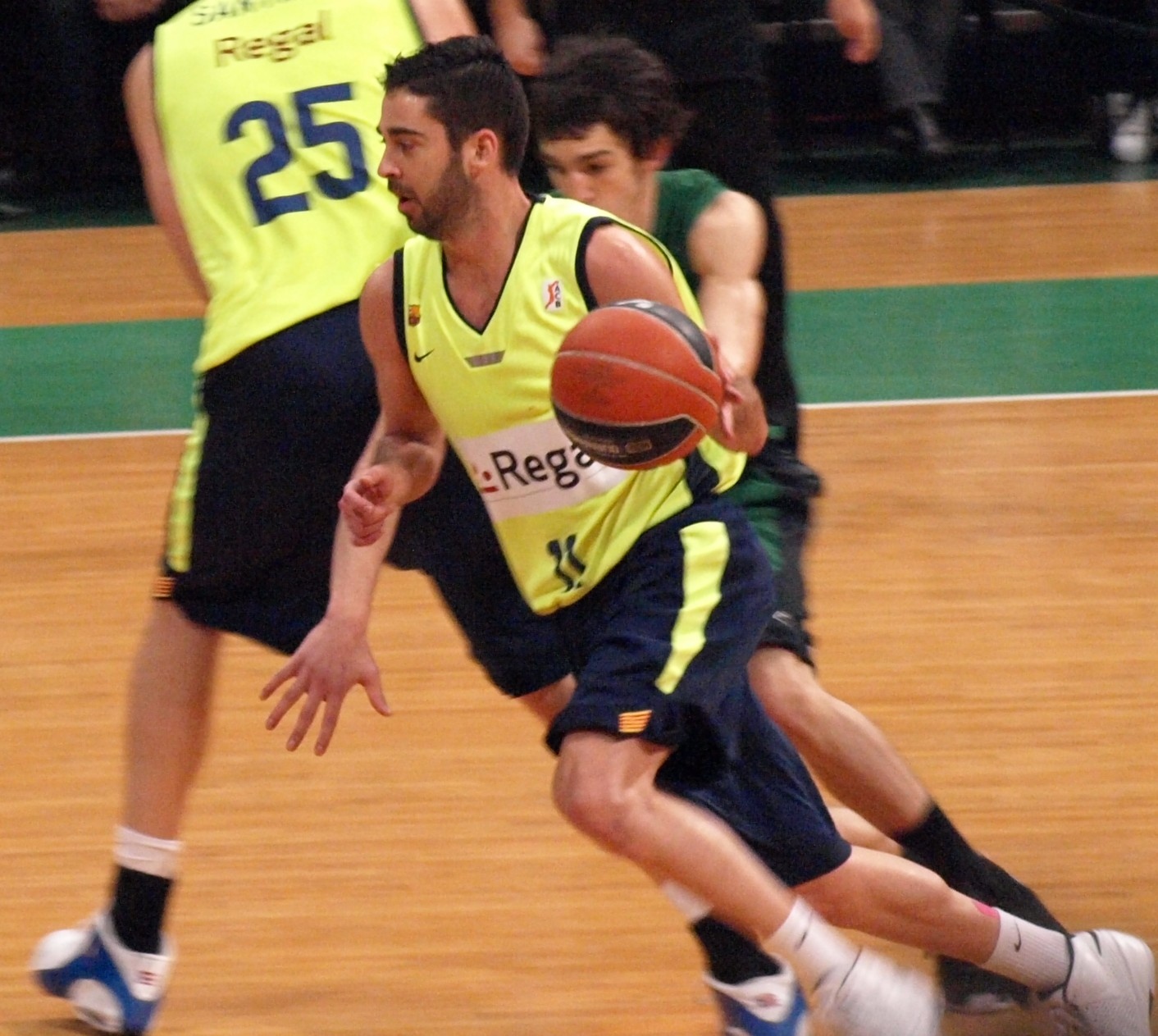
2009年リーガACB、vsバダローナ戦にてドライブするナバーロ。(場所はバダローナのホームアリーナ)

フアン・カルロス・ナバーロ（Juan Carlos Navarro）ことフアン・カルロス・ナバーロ・フェイホ（Juan Carlos Navarro Feijoo、1980年6月13日 - ）は、スペインの元バスケットボール選手。スペイン1部リーガACB・FCバルセロナなどでプレーした。カタルーニャ州バルセロナ県サン・フェリウ・ダ・リュブラガート出身。ポジションはシューティングガード。愛称はラ・ボンバ(爆弾男)。

## 下部組織時代
CBサンファリウエンクのカンテラでバスケットボールを始める。程なくして地元近くの名門FCバルセロナのユースチームに入団。

## プロデビュー
1997年11月27日に17歳でFCバルセロナのトップチームに昇格し、リーガACBデビュー。1998年にはヴァルナ (ブルガリア)でのジュニア欧州選手権で優勝。1999年にリスボンで開催されたジュニア世界選手権では、決勝でアメリカを倒し優勝し、個人でも大会MVPと大会ベスト5を受賞。
2002年のNBAドラフトでワシントン・ウィザーズより2巡目全体40位で指名を受けるも、所属チーム(FCバルセロナ)と長期契約を既に結んでいた為契約に至らず。2002-2003シーズンのコパ・デル・レイで優勝するとともにリーガACB王者にも輝き2冠達成。2003-2004シーズン、2年連続となるリーガACB王者となった。2005-2006シーズンにはユーロリーグで1stチームに選ばれた。2005-2006シーズンにはリーガACBのレギュラーシーズンMVPを受賞。2006-2007シーズンにはリーガACBでレギュラーシーズン得点王を受賞し、同シーズンのコパ・デル・レイで優勝。
2007年にはメンフィス・グリズリーズに入団。オールルーキー2ndチームに選ばれる活躍をするも、わずか1年で退団。2008年6月にFCバルセロナと5年契約を結び復帰。2018年に引退した。

## スペイン代表
20歳だった2000年8月18日に行われた2000年シドニーオリンピック前に行われたリトアニア代表との壮行試合でスペインA代表デビュー。同年9月15日から開催されたシドニーオリンピックにも参加。
2001年、翌年の世界選手権の大陸予選を兼ねた2001ユーロバスケットに出場。2度のブザービーターでチームに勝利を呼び込むとともに、ノヴィツキー擁するドイツ代表との3位決定戦では27点と爆発し、銅メダル獲得に貢献。2002年、アメリカのインディアナポリスで開催された世界選手権に参加。
2003年、アテネオリンピックの大陸予選を兼ねた2003ユーロバスケットにおいて銀メダル獲得。2004年アテネオリンピックに出場。決勝トーナメント初戦でアメリカと対戦。この試合18点と奮闘するも敗れ、7位に終わる。
2005年、翌年の世界選手権の大陸予選を兼ねた2005ユーロバスケットではチームは4位に終わるも、自身は大会ベスト5に選出される。2006年、日本で開催された世界選手権では見事優勝し、金メダルを獲得。2007年、母国スペインで開催された北京オリンピックの大陸予選を兼ねた2007ユーロバスケットでは決勝戦でロシア代表に1点差で敗れ銀メダルに終わり、この大会でのスペイン初の金メダルは逃した。
2008年北京オリンピックでは銀メダル獲得。敗れはしたものの決勝戦のアメリカ戦では18点4アシストと奮闘した。